# Cantons de la Dordonya

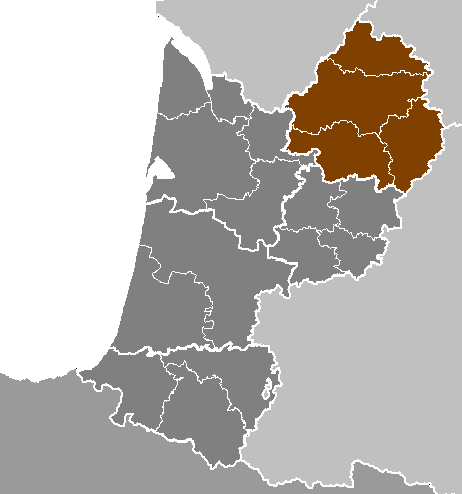
Districtes de la Dordonya

Els Cantons de la Dordonya són 50 i s'agrupen en 4 districtes:
- Districte de Brageirac (14 cantons - sotsprefectura: Brageirac) :
cantó de Bèlmont de Perigòrd - cantó de Brageirac-1 - cantó de Brageirac-2 - cantó de Lo Boisson de Cadonh - cantó d'Aimet - cantó de La Fòrça - cantó de Sijac - cantó de La Linda - cantó de Mont Pasièr - cantó de Senta Alvèra - cantó de Lo Sigolés - cantó de Vélines - cantó de Vila Amblard - cantó de Vilafrancha de Lopchac

- Districte de Nontronh (8 cantons - sotsprefectura: Nontron) :
cantó de Bussiera Badiu - cantó de Champanhac - cantó de Jumilhac lu Grand - cantó de La Noalha - cantó de Maruelh - cantó de Nontron - cantó de Sent Pardol la Ribiera - cantó de Tivier

- Districte de Perigús (18 cantons - prefectura: Perigús) :
cantó de Brantòsme - cantó d'Essiduelh - cantó d'Autafòrt - cantó de Mont Agrier - cantó de Mont Paun e Menestairòu - cantó de Moissídan - cantó de Nuòu Vic (Dordonya) - cantó de Perigús-Centre - cantó de Perigús-Nord-Est - cantó de Perigús-Oest - cantó de Ribérac - cantó de Sench Astier - cantó de Senta Eulàlia - cantó de Sent Peir de Chinhac - cantó de Savinhac de las Gleisas - cantó de Tenon - cantó de Vern - cantó de Vertelhac

- Districte de Sarlat e la Canedat (10 cantons - sotsprefectura: Sarlat e la Canedat) :
cantó de Belvés - cantó del Buga - cantó de Carluç - cantó de Doma - cantó de Montinhac - cantó de Sent Cíbran - cantó de Salanhac e Aivigas - cantó de Sarlat e la Canedat - cantó de Terrasson e la Vila Diu - cantó de Vilafranca de Perigòrd